# Pływanie na Letnich Igrzyskach Olimpijskich 1932 – 4 × 100 m stylem dowolnym kobiet
Sztafeta 4 × 100 m stylem dowolnym kobiet była jedną z konkurencji pływackich rozgrywanych podczas X Igrzysk Olimpijskich w Los Angeles. Finał odbył się 12 sierpnia 1932 roku.
Zwyciężyła sztafeta amerykańska w składzie: Josephine McKim, Helen Johns, Eleanor Saville, Helene Madison. Amerykanki poprawiły także rekord świata o prawie dziesięć sekund, uzyskując czas 4:38,0. Srebrny medal zdobyły reprezentantki Holandii, a brąz wywalczyły Brytyjki.

## Rekordy
Przed zawodami rekord świata i rekord olimpijski wyglądały następująco:
| Rekord            | Reprezentacja                                                                               | Czas   | Miejsce   | Data            |
| ----------------- | ------------------------------------------------------------------------------------------- | ------ | --------- | --------------- |
| Rekord świata     | Stany Zjednoczone · Adelaide Lambert · Albina Osipowich · Eleanor Garatti · Martha Norelius | 4:47,6 | Amsterdam | 9 sierpnia 1928 |
| Rekord olimpijski | Stany Zjednoczone · Adelaide Lambert · Albina Osipowich · Eleanor Garatti · Martha Norelius | 4:47,6 | Amsterdam | 9 sierpnia 1928 |

W trakcie zawodów ustanowiono następujące rekordy:
| Data        | Etap konkurencji | Reprezentacja                                                                        | Czas   | Rekord |
| ----------- | ---------------- | ------------------------------------------------------------------------------------ | ------ | ------ |
| 12 sierpnia | finał            | Stany Zjednoczone · Josephine McKim · Helen Johns · Eleanor Saville · Helene Madison | 4:38,0 | WR     |

## Wyniki
Ze względu na start zaledwie pięciu reprezentacji rozegrano tylko finał. 
Finał
| Miejsce | Zawodniczki                                                                       | Czas   | Uwagi |
| ------- | --------------------------------------------------------------------------------- | ------ | ----- |
| 1 !     | Stany Zjednoczone · Josephine McKim, Helen Johns, Eleanor Saville, Helene Madison | 4:38,0 | WR    |
| 2 !     | Holandia · Maria Vierdag, Puck Oversloot, Corrie Laddé, Willy den Ouden           | 4:47,5 |       |
| 3 !     | Wielka Brytania · Valerie Davies, Helen Varcoe, Joyce Cooper, Edna Hughes         | 4:52,4 |       |
| 4.      | Kanada · Irene Pirie, Irene Mullen, Ruth Kerr, Betty Edwards                      | 5:05,7 |       |
| 5.      | Japonia · Kazue Kojima, Hatsuko Morioka, Misao Yokota, Yukie Arata                | 5:06,7 |       |